# Cernans
Cernans település Franciaországban, Jura megyében. Lakosainak száma 142 fő (2022. január 1.). Cernans Geraise, Abergement-lès-Thésy, Sainte-Anne, Clucy, Dournon és Salins-les-Bains községekkel határos.

## Népesség
A település népességének változása:
| Lakosok száma | 141  | 123  | 104  | 132  | 139  | 140  | 140  | 143  | 143  | 142  |
|               | 1968 | 1982 | 1990 | 2006 | 2013 | 2015 | 2017 | 2019 | 2020 | 2022 |